# Нагайбакское сельское поселение
Нагайба́кское се́льское поселе́ние — муниципальное образование в Нагайбакском районе Челябинской области Российской Федерации.  В рамках административно-территориального устройства муниципальное образование  соответствует административно-территориальной единице Нагайбакский сельсовет.
Административный центр — посёлок Нагайбакский.

## История
Статус и границы сельского поселения установлены Законом Челябинской области от 9 июля 2004 года № 245-ЗО «О статусе и границах Нагайбакского муниципального района, городского и сельских поселений в его составе».

## Население
| 2002  | 2010  | 2011  | 2012  | 2013  | 2014  | 2015  |
| ----- | ----- | ----- | ----- | ----- | ----- | ----- |
| 2133  | ↘1851 | ↘1845 | ↗1849 | ↘1830 | ↘1824 | ↘1782 |
| 2016  | 2017  | 2018  | 2019  | 2020  | 2021  |       |
| ↘1766 | ↘1703 | ↘1676 | ↘1675 | ↘1668 | ↘1596 |       |

## Состав сельского поселения
В состав сельского поселения входят 6 населённых пунктов:
| № | Населённый пункт | Тип населённого пункта          | Население |
| - | ---------------- | ------------------------------- | --------- |
| 1 | Арасламбаевский  | посёлок                         | ↘296      |
| 2 | Берёзовая Роща   | посёлок                         | ↘206      |
| 3 | Нагайбакский     | посёлок, административный центр | ↘818      |
| 4 | Петровский       | посёлок                         | ↘333      |
| 5 | Совхозный        | посёлок                         | ↘194      |
| 6 | Ягодная          | деревня                         | ↘0        |